# Rừng mưa nhiệt đới Colchic và vùng đất ngập nước
Rừng mưa nhiệt đới Colchic và vùng đất ngập nước là một Di sản thế giới được UNESCO công nhận, bao gồm các phần của vùng đất thấp Colchis dọc theo 80 kilômét bên bờ Biển Đen ở phía tây Gruzia. Nó được UNESCO công nhận vào ngày 26 tháng 7 năm 2021, và là địa điểm đầu tiên ở Gruzia được công nhận là Di sản thế giới mang thuộc tính tự nhiên. Khu vực này bao gồm một loạt các hệ sinh thái rừng nhiệt đới và đất ngập nước cổ đại, đồng thời là nhà của nhiều loài đang bị đe dọa và có nguy cơ tuyệt chủng.

## Địa lý và khí hậu
Vùng đất thấp Colchis cực kỳ ẩm ướt, với một số khu vực vượt quá 400 mm mỗi năm do khu vực giống như một cái phễu giữa Đại Kavkaz, Tiểu Kavkaz và Likhi giữ độ ẩm tại các vùng đất dọc theo bờ Biển Đen. Đây có thể là vùng đất thấp từ thế Eocen muộn hoặc giữa thế Oligocen và Miocen. Khu vực được nuôi dưỡng bởi nhiều con sông, trong đó lớn hơn cả là sông Rioni

## Mô tả
Khu vực này bao gồm một loạt các hệ sinh thái như rừng nhiệt đới rụng lá, đất ngập nước, đầm lầy ngập nước và các bãi lầy nằm ở khu vực có độ cao dao động từ mực nước biển đến 2.500 mét. Tổng cộng di sản này bao gồm 7 phần thuộc intrishi-Mtirala và Ispani ở Adjara, Grigoleti và Imnati ở Guria, Pitshora, Nabada, và Churia ở Samegrelo-Zemo Svaneti. Các phần này được Gruzia quản lý trong các khu vực bảo vệ gồm vườn quốc gia Kolkheti, khu bảo tồn thiên nhiên nghiêm ngặt Kintrishi, khu bảo tồn thiên nhiên nghiêm ngặt Kobuleti và vườn quốc gia Mtirala. Tổng diện tích của di sản này là 31.253 hecta, với vùng đệm rộng 26.850 hecta.

## Hệ sinh thái
Nằm trong vùng sinh thái rừng rụng lá Euxine-Colchic, đây là những khu rừng thứ sinh tồn tại qua các chu kỳ băng hà trong Kỷ Đệ Tứ. Rừng nhiệt đới Colchic là một trong những khu rừng lá rộng lâu đời nhất ở tây Á-Âu. Quá trình tiến hóa và hình thành các loài liên tục và tương đối không bị gián đoạn. Vì vậy, đây là một trong những khu vực có sự đa dạng hệ động thực vật, số lượng các loài đặc hữu và quần thể cao. Đây là nơi sinh sống của gần 1.000 loài thực vật có mạch và không có mạch, trong đó có 44 loài bị đe dọa. Đáng chú ý phải kể đến óc chó Kavkaz, thường xuân Colchic và đặc biệt là sồi Armenia có nguy cơ tuyệt chủng.
Khu vực là nơi có gần 500 loài động vật có xương sống, với hơn 300 loài chim, 67 loài động vật có vú, 55 loài cá, 15 loài bò sát và 10 loài lưỡng cư. Đây là điểm dừng chân quan trọng của nhiều loài chim ăn thịt bị đe doạ trên toàn cầu cùng nhiều loài chim mặt nước bao gồm cả chim lặn mào lớn. Các loài đáng chú ý khác gồm Kỳ giông Kavkaz, ếch xanh Kavkaz, cá tầm Beluga, cá tầm Colchic